# Schloss Schönau (Bad Säckingen)

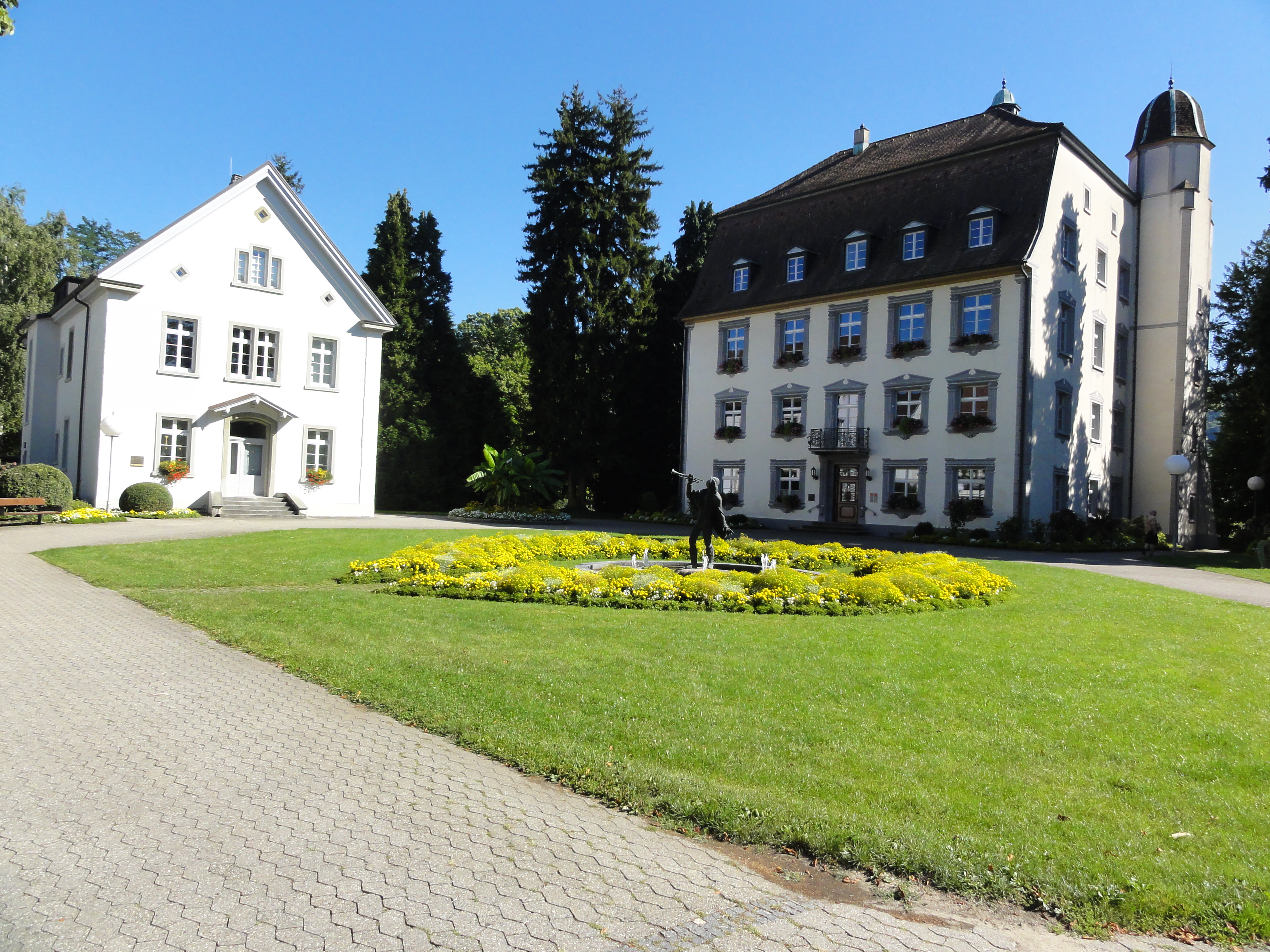
Schloss Schönau, Vorderseite

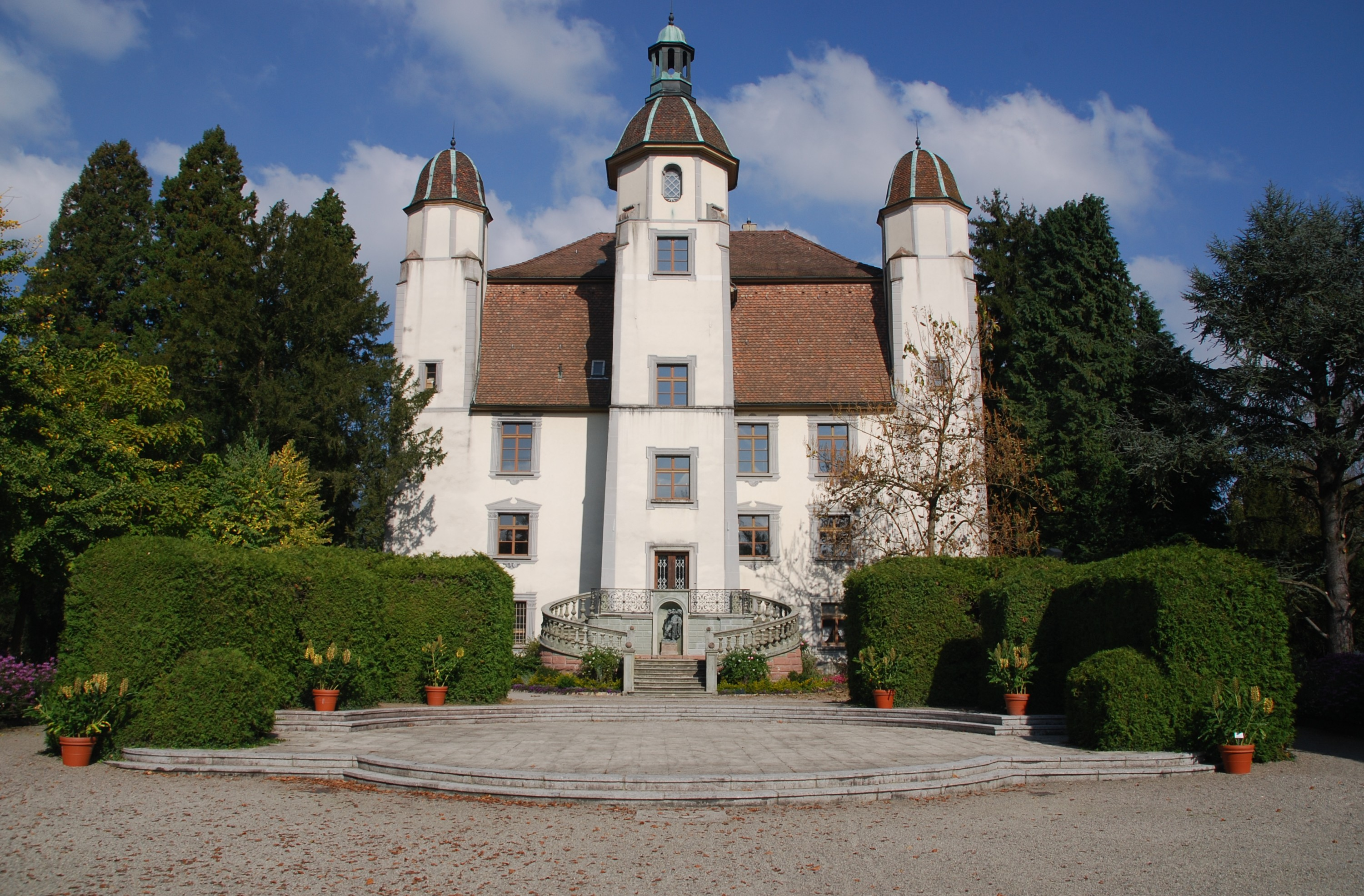
Schloss Schönau, Rückseite

Schloss Schönau, auch Schönauer Schloss, Schloss Säckingen oder Trompeterschlößchen genannt, ist ein Schloss in der Kurstadt Bad Säckingen im Landkreis Waldshut in Baden-Württemberg.

## Geschichte
Das Schloss wurde von 1600 bis 1680 von Hans Kaspar von Schönau errichtet und blieb trotz zahlreicher Umbauten in späteren Jahren im Wesentlichen erhalten. Ursprünglich verfügte das Gebäude über vier Ecktürme. Bei Umbauarbeiten während des späten 17. Jahrhunderts wurden jedoch die beiden nordostseitig gelegenen Türme abgerissen. Stattdessen erhielt die Südwestseite einen zusätzlichen Turm in der Mitte.
Bei im 19. Jahrhundert veranlassten Renovierungen des zwischenzeitlich als Brauhaus genutzten Gebäudes wurde ein Teil der historischen Bausubstanz zerstört. 1928 erwarb die Stadt Bad Säckingen das Schloss und richtete darin das Hochrheinmuseum ein, in dem die Geschichte der Stadt Säckingen und der Region Hochrhein dargestellt wird.

## Hochrheinmuseum im Schloss
Das Hochrheinmuseum, begründet durch Emil Gersbach, steht unter der Trägerschaft der Stadtverwaltung und widmet sich der Geschichte von Bad Säckingen und der Region Hochrhein-Hotzenwald und Klettgau. Gezeigt werden archäologische Funde, Bilder, Karten und Möbel. Das Scheffelzimmer erinnert an den Aufenthalt des Dichters und Schriftstellers Joseph Victor von Scheffel und dessen Tätigkeit als Rechtspraktikant in Bad Säckingen. Neben amtlichen Dokumenten findet man Porträts des Dichters und verschiedene Ausgaben seiner Bücher, darunter die seltene Erstausgabe des Versepos Der Trompeter von Säkkingen (1854). 1985 wurde nach der bisher letzten Renovierung zusätzlich ein Trompetenmuseum im Schloss eröffnet. Zudem wird das Schloss für Empfänge und andere repräsentative Veranstaltungen genutzt.
Der Name „Trompeterschlößchen“ erinnert an die Hochzeit zwischen dem Bürgerlichen Franz Werner Kirchhofer und Marie Ursula von Schönau im 17. Jahrhundert.

## Ausstellungen
- 2016: Der Trompeter von Säckingen. Eine Liebesgeschichte. Ein Buch. Ein Bestseller.[2]

## Parkanlage

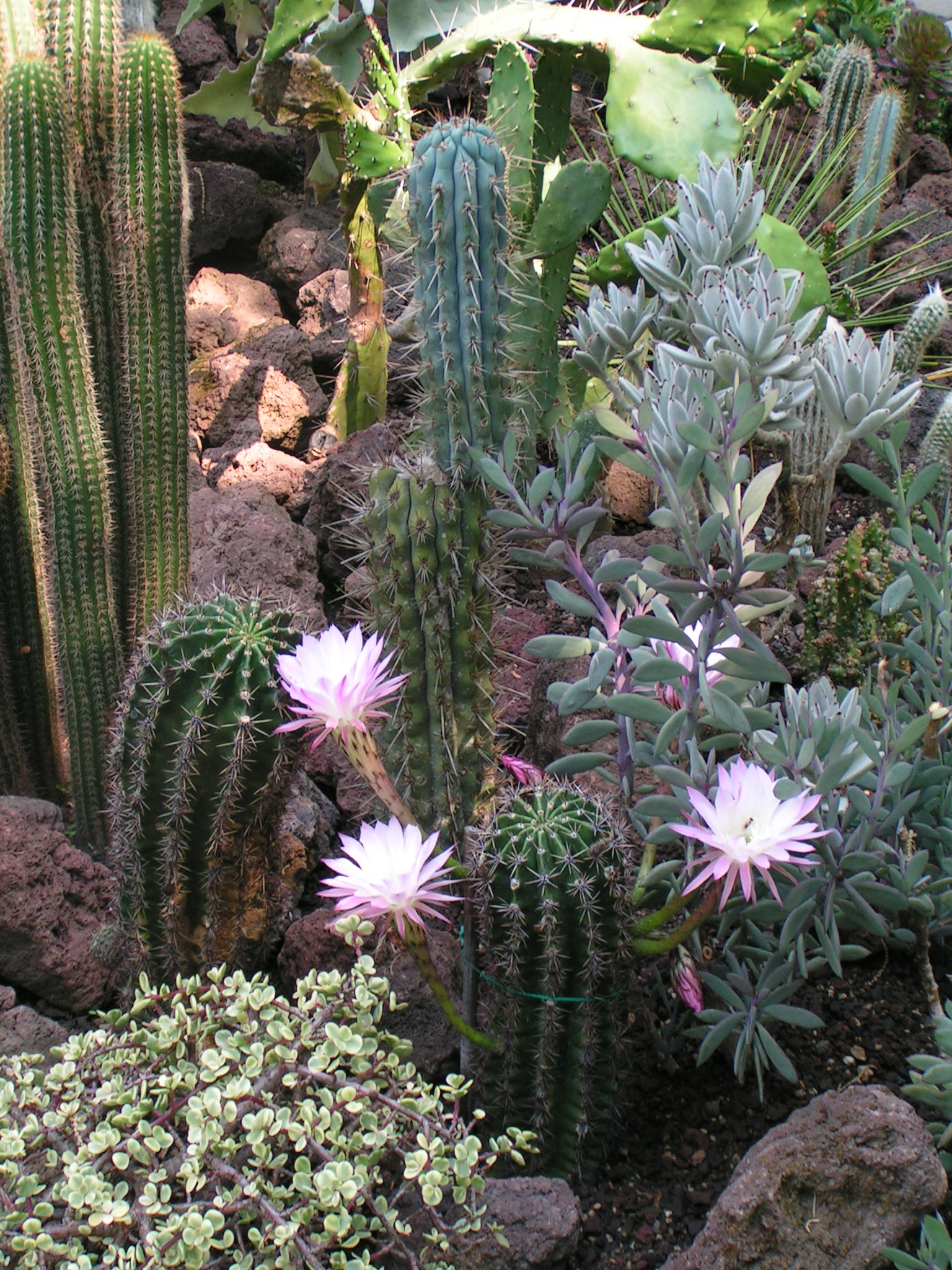
Kakteen-Rondell im Park von Schloss Schönau

An der Südseite erstreckt sich der Schlosspark mit altem Baumbestand, Springbrunnen, einer Konzertbühne, Café im Teehäuschen, einem kleinen Kakteengarten und einer Voliere.